# Władcy Meksyku
Poniższa lista przedstawia władców Pierwszego i Drugiego Cesarstwa Meksyku oraz władców tytularnych i pretendentów do tronu meksykańskiego:

## Pierwsze Cesarstwo Meksyku (1821–1823)
28 września 1821 roku dawna Nowa Hiszpania proklamowała niepodległość od Hiszpanii, jako Cesarstwo Meksyku. Władzę przejął gen. Iturbide stojąc na czele regencji

### Regencja
I regencja (28 września 1821 - 11 kwietnia 1822)
- Agustín de Iturbide - przewodniczący
- Juan O'Donojú y O'Rian - zmarł 8 października 1821, na jego został powołany:
  - Antonio Pérez Martínez y Robles,
- Manuel de la Barcena,
- José Isidro Yañez
- Manuel Velázquez de León y Pérez

II regencja (11 kwietnia 1822 - 18 maja 1822)
- Agustín de Iturbide - przewodniczący, od 1822 cesarz
- Miguel Valentín y Tamayo,
- José Isidro Yañez,
- Manuel de Heras Soto,
- Nicolás Bravo

### Iturbide
- Augustyn I (19 maja 1822 - 19 marca 1823)

## Drugie Cesarstwo Meksyku (1863–1867)

### Regencja
25 czerwca 1863 ukonstytuował się triumwirat znany jako Najwyższa Tymczasowa Władza Wykonawcza. 11 lipca 1864 przekształcił się w regencję, która miała sprawować władzę do czasu powołania monarchy. Nowe władcę wybrano 10 kwietnia 1863; regencja sprawowała władzę do czasu przybycia monarchy do kraju.
- Juan Almonte (25 czerwca/11 lipca 1863 – 10 kwietnia/20 maja 1864) - przewodniczący; od 20-28 maja 1864 odpowiedzialny za eskortę nowego cesarza po jego przybyciu do kraju
- José Mariano Salas (25 czerwca/11 lipca 1863 – 10 kwietnia/20 maja 1864)
- Pelagio Antonio de Labastida, arcybiskup Meksyku (25 czerwca/11 lipca 1863 – 17 listopada 1863), na jego został powołany:
  - Juan Bautista de Ormaechea, biskup Tulancingo (17 listopada 1863 – 10 kwietnia 1864/20 maja)

### Dynastia habsbursko-lotaryńska
- Maksymilian I (10 kwietnia 1864 - 15 maja/19 czerwca 1867)